# Rowley Island
Rowley Island ist eine Insel im Kanadisch-arktischen Archipel in der Qikiqtaaluk-Region des kanadischen Territorium Nunavut.
Sie liegt im Norden des Foxe Basin.
Ihre Landfläche beträgt 1090 km². 
Die Insel hat eine maximale Ausdehnung in Nord-Süd-Richtung von 69 km sowie eine Breite von 22 km. 
Die höchste Erhebung erreicht 137 m.
Die Insel ist unbewohnt.
Auf Rowley Island befindet sich eine unbemannte Einrichtung der Distant Early Warning Line mit der Bezeichnung FOX-1 bei (69° 4′ 1″ N, 79° 3′ 54″ W), sowie eine automatisierte Wetterstation.
Die Insel wurde nach dem Polarforscher Graham Westbrook Rowley benannt.